# Mühlradstempel

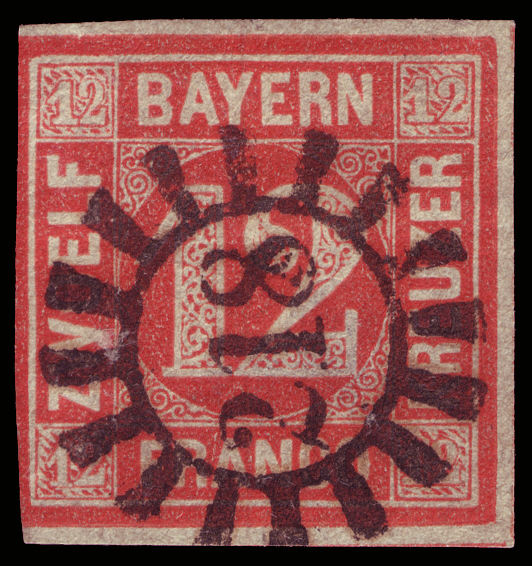
Geschlossener Mühlradstempel

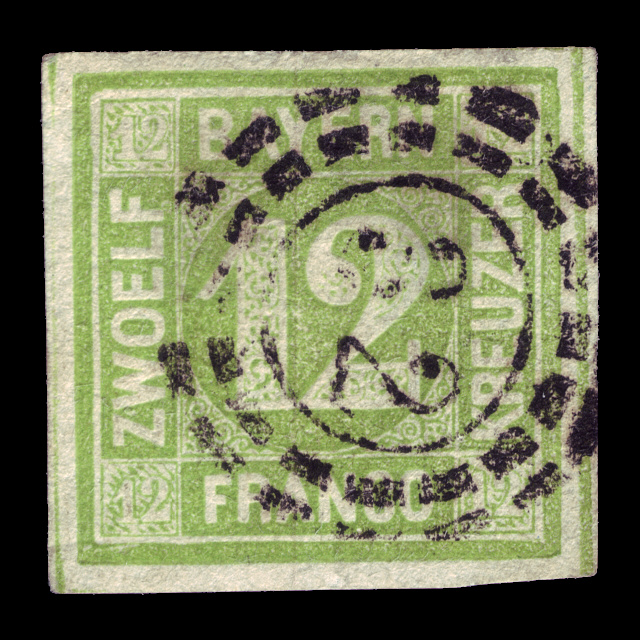
Offener Mühlradstempel

Die Mühlradstempel waren Poststempel in Bayern, die ab 1. August 1850 eingesetzt wurden. Diese Stempel hatten in der Mitte je nach Postort eine kennzeichnende Nummer und deswegen gehören sie zu den Nummernstempeln. Sie dienten lediglich zur Entwertung der Briefmarken und zusätzlich schlug die Post Ortsstempel auf der verbleibenden Brieffläche ab. 
Zunächst wurden diese Nummern nach einer alphabetischen Reihenfolge ab Nummer eins vergeben und da laufend neue Postorte hinzukamen, war die Reihenfolge dann nicht mehr vollkommen durchlaufend nach dem Alphabet. Zwischen 20. November und 1. Dezember 1856 gab es eine Umverteilung der Nummern, nach der damaligen alphabetischen Reihenfolge; so änderte sich z. B. die Nummer von München von 217 nach 325. Dabei wurden abgenutzte geschlossene Stempel durch neue offene Mühlradstempel ersetzt. In der Zwischenzeit entwerteten die Postämter die Briefmarken durch die Ortstempel; Exemplare aus dieser Phase sind für Sammler eine Besonderheit, diese Stempelungen  werden als „Umtauschstempel“ bezeichnet. Die geschlossene Form hat 16 nach außen laufende „Schaufeln“, fast wie beim Mühlrad, der spätere offene Typ hat durchbrochene Kreisringe. 
Zu Beginn des Systems gab es 402 Nummern, am Ende der ersten Verteilung waren es 603 und zuletzt waren es 922, wobei die letzten beiden Nummern nicht mehr zum Einsatz kamen. Neue Nummern wurden einzeln oder gruppenweise hinten angefügt; neue Nummerngruppen waren in sich alphabetisch sortiert. Ab 10. März 1869 wurden diese Nummernstempel durch Stempel mit Ortsnamen ersetzt.
Die Stempelungen von kleineren Orten sind in aller Regel wertvoller, weil sie seltener sind.